# La Balance (archipel de Pointe-Géologie)
La Balance est un îlot rocheux de l'archipel de Pointe-Géologie (terre Adélie), situé en mer Dumont-d'Urville au large du continent antarctique.

## Description
La Balance, située dans la baie Pierre-Lejay au sud-est de l'île du Gouverneur, est un îlot bas formé de deux plateaux rocheux, ce qui évoque le signe du zodiaque correspondant. Cet îlot a été initialement improprement baptisé « les Jumeaux » lors de l'Année géophysique internationale, introduisant une confusion avec les îlots Castor et Pollux situés au sud-est de l'île du Lion.